# Eddie Izzard
Suzy Eddie Izzard (anteriormente Edward John Izzard; Colónia de Áden, 7 de fevereiro de 1962) é uma atriz, comediante e roteirista britânica. Ela é gênero-fluido e usa pronomes femininos.

## Biografia
Seu estilo de comédia toma a forma de monólogo desconexo extravagante e pantomima auto-referencial. Ela teve um papel protagonista na série de televisão The Riches como Wayne Malloy e já apareceu em muitos filmes como Ocean's Twelve, Ocean's Thirteen, Mystery Men, Shadow of the Vampire, The Cat's Meow, Across the Universe, The Chronicles of Narnia: Prince Caspian e Valkyrie. Ela emprestou sua voz a Nigel no filme de animação The Wild de 2006, Dr. Schadenfreude em Igor da MGM de 2008, e Miles Axlerod em Cars 2 da Disney/Pixar de 2011.
Izzard cita como suas maiores influências Monty Python e John Cleese e certa vez se referiu a este como o "Último Python". Em 2009, completou 43 maratonas em 51 dias para a Sport Relief, apesar de não ter nenhuma história prévia de longo distância percorrida. Izzard já ganhou inúmeros prêmios, incluindo um Emmy de Melhor Ator em um Programa de Variedades ou Musical pelo seu especial de comédia Dress to Kill, em 2000. O site de Izzard ganhou o Yahoo People's Choice Award além do Webby Award.
Em 6 de setembro de 2012, Izzard apresentou a conquista das medalhas para os atletas que venceram a corrida T54 800m dos Jogos Paraolímpicos de Verão de 2012. No dia 19 de março de 2013, Eddie Izzard vai começar uma turnê mundial significativa intitulada Force Majeure, com datas marcadas durante todo o ano e em 2014.

## Discografia
| Data                   | Título                  |
| ---------------------- | ----------------------- |
| 15 de novembro de 1993 | Live at the Ambassadors |
| 14 de março de 1994    | Unrepeatable            |
| 21 de outubro de 1996  | Definite Article        |
| 17 de novembro de 1997 | Glorious                |
| 9 de novembro de 1998  | Dress to Kill           |
| 18 de novembro de 2002 | Circle                  |
| 26 de novembro de 2003 | Sexie                   |
| 23 de novembro de 2009 | Stripped                |
| 2013-2014              | Force Majeure           |

## Filmografia

### Filmes
| Ano  | Título                                   | Papel                 | Notas |
| ---- | ---------------------------------------- | --------------------- | ----- |
| 1995 | The Oncoming Storm                       | Luthor Keeton         |       |
| 1995 | The Secret Agent                         | Vladimir              |       |
| 1998 | Velvet Goldmine                          | Jerry Devine          |       |
| 1998 | The Avengers                             | Bailey                |       |
| 1999 | Mystery Men                              | Tony P                |       |
| 1999 | The Criminal                             | Peter Hume            |       |
| 2000 | Circus                                   | Troy                  |       |
| 2000 | Shadow of the Vampire                    | Gustav von Wangenheim |       |
| 2001 | The Cat's Meow                           | Charlie Chaplin       |       |
| 2001 | All the Queen's Men                      | Tony Parker           |       |
| 2002 | Revengers Tragedy                        | Lussurioso            |       |
| 2003 | Alien Invasion                           | Brik                  |       |
| 2004 | Blueberry                                | Prosit                |       |
| 2004 | Five Children and It                     | It                    | Voz   |
| 2004 | Romance & Cigarettes                     | Gene Vincent          |       |
| 2004 | Ocean's Twelve                           | Roman Nagel           |       |
| 2005 | The Aristocrats                          | Ele Mesmo             |       |
| 2006 | The Wild                                 | Nigel                 | Voz   |
| 2006 | My Super Ex-Girlfriend                   | Professor Bedlam      |       |
| 2007 | Ocean's Thirteen                         | Roman Nagel           |       |
| 2007 | Across the Universe                      | Sr. Kite              |       |
| 2008 | The Chronicles of Narnia: Prince Caspian | Reepicheep            | Voz   |
| 2008 | Igor                                     | Dr. Schadenfreude     | Voz   |
| 2008 | Valkyrie                                 | Erich Fellgiebel      |       |
| 2009 | Rage                                     | Tiny Diamonds         |       |
| 2009 | Believe: The Eddie Izzard Story          | Ele Mesmo             |       |
| 2010 | Every Day                                | Garrett               |       |
| 2011 | The Other Side                           | Dean Bellamy          |       |
| 2011 | Cars 2                                   | Miles Axelrod         | Voz   |
| 2011 | Lost Christmas                           | Anthony               |       |

### Televisão
- Barf Bites Back (Amnesty International Gala) (1991)
- Open Fire (1994)
- Have I Got News for You (1994, 1995 and 1996)
- Aristophanes: The Gods are Laughing (1995)
- Whose Line Is It Anyway? (1995)
- Tales from the Crypt (1996)
- Clive Anderson Talks Back (1996)
- Inspector Derrick (1997)
- Channel Izzard (1997)
- The Roseanne Show (1998)
- Rex the Runt (1998)
- Shooting Stars (1998)
- Parkinson
- Dennis Miller Live (1999)
- Python Night – 30 Years of Monty Python (1999)
- Good News Week (2000)
- Mongrel Nation (2002)
- The Caroline Rhea Show (2002)
- The Tonight Show with Jay Leno (2002, 2004, 2007)
- The Tonight Show with Conan O'Brien (2009)
- 40 (2003)
- Late Night with Conan O'Brien (2003, 2008)
- QI (2003, 2010)
- Top Gear (2004)
- Last Call with Carson Daly (2005)
- The Sharon Osbourne Show (2006)
- Late Show with David Letterman
- The Late Late Show com Craig Kilborn
- The Late Late Show with Craig Ferguson (2006, 2008, 2009, 2010, 2011, 2012)
- The Henry Rollins Show (2006)
- The Paul O'Grady Show (2009)
- The Secret Policeman's Ball (2006)
- Kitchen (2007)
- Comedy Cuts (entrevista) (2007)
- The Hour (2007)
- Dawn French's Boys Who Do Comedy (2007)
- Friday Night with Jonathan Ross (2007 e 2009)
- The Daily Show (2000, 2003 and 2007)
- The Riches (2007–2008)
- The Secret Policeman's Ball (2008)
- The Graham Norton Show (2008, 2011)
- Late Night with Jimmy Fallon (2009)
- Kevin Pollak's Chat Show (2009)
- BBC Sports Personality of the Year
- The Day of the Triffids (2009)
- Eddie Izzard: Marathon Man (2010)
- The Simpsons episódio To Surveil with Love (2010)
- Chelsea Lately (2010)
- United States of Tara (2011)
- Alan Carr: Chatty Man (2011)
- The Green Room with Paul Provenza (2011)
- The Good Wife (2011)[7]
- The Big Fat Quiz of the Year (2011)
- Treasure Island (2012)
- The Secret Policeman's Ball (2012)
- Mockingbird Lane (2012)
- Hannibal (2014)

### Teatro
- 900 Oneonta (1994)
- The Cryptogram (1994)
- Edward II (1995)
- Lenny (1999)
- A Day in the Death of Joe Egg (2001–2002, 2003)
- Trumbo (2003)
- Race (2010)

### Videogame
| Ano  | Título                                | Papel      | Notas |
| ---- | ------------------------------------- | ---------- | ----- |
| 2000 | 102 Dalmatians: Puppies to the Rescue | Sgt. Tibbs | Voz   |